# 눈꿩
눈꿩(Snowcock)은 눈꿩속(Tetraogallus)에 속하는 새들의 총칭이다. 꿩과에 속한다.

## 종
- 캅카스눈꿩 (Tetraogallus caucasicus)
- 카스피눈꿩 (Tetraogallus caspius)
- 티베트눈꿩 (Tetraogallus tibetanus)
- 알타이눈꿩 (Tetraogallus altaicus)
- 히말라야눈꿩 (Tetraogallus himalayensis)